# Rhexoza richardsi
Rhexoza richardsi är en tvåvingeart som beskrevs av Freeman 1985. Rhexoza richardsi ingår i släktet Rhexoza och familjen dyngmyggor. Inga underarter finns listade i Catalogue of Life.